# Жан II (граф Невера)
Жан II Бургундский (фр. Jean de Bourgogne, не позднее 20 октября 1415, Кламси — 25 сентября 1491, Невер) — граф д’Этамп (1416—1421, 1442—1465), граф Неверский (1464—1491) и Ретельский (1464—1491), граф д’Э (1472—1477).
Младший сын Филиппа II Бургундского (1389—1415), графа Неверского (1404—1415) и Ретельского (1406—1415), от второго брака с Бонной д’Артуа (1396—1425).

## Биография
В октябре 1415 года в битве с англичанами при Азенкуре погиб Филипп Бургундский, графа Неверский и Ретельский, отец Жана, который родился в том же году. Графства Невель и Ретель унаследовал его старший брат Карл (1415—1464).
В 1416 году после смерти своего прадеда, герцога Жана Беррийского, Жан Неверский получил титул графа д’Этамп. Но в 1421 году графство д’Этамп было передано Ричарду де Монфору (1396—1438), графа де Вертю, по праву его жены Маргариты Орлеанской. Однако Жан де Невер продолжал именоваться графом д’Этамп.
В мае 1464 года после смерти своего старшего брата Карла Бургундского, графа де Невер и де Ретель, не оставившего после себя законных детей, Жан Бургундский, граф д’Этамп, унаследовал графства Невер и Ретель.
В 1472 году после смерти своего дяди Карла д’Артуа (1394—1472), граф д’Э (1399—1472), не оставившего после себя детей, Жан де Невер унаследовал графство д’Э. В 1477 году вынужден был продать графство д’Э Карлу Смелому, герцогу Бургундии.
Жан Неверский участвовал в военных походах своего двоюродного брата, герцога Бургундии Филиппа Доброго, на Пикардию (1434), Кале (1436), Люксембург (1443) и Фландрию (1453). После смерти Филиппа Доброго Жан де Невер поссорился с его сыном Карлом Смелым и перешёл на сторону короля Франции Людовика XI Валуа (1461—1483).
В 1465 году Жан Бургундский, граф де Невер, поддержал французского короля Людовика XI Валуа в борьбе против Лиги Общего блага. Был назначен генерал-лейтенантом Нормандии.
В сентябре 1491 года Жан Бургундский, граф Неверский и Ретельский, скончался в Невере. Графство Невер унаследовал его внук Энгельберт Клевский (1491—1506), сын Иоганна I, герцога Клевского, и Елизаветы Неверской. Графство Ретель получила его младшая дочь Шарлотта (1491—1500), жена Жана д’Альбре, сеньора д’Орваль.

## Семья и дети
Жан де Невер был трижды женат. 22 января 1436 года в Брюсселе женился на Жаклин д’Аилли (1416—1470), даме d’Engelmuenster, от брака с которой имел двух детей:
- Елизавета (1440—1483), жена с 1455 года Иоганна I (1414—1481), герцога Клевского и графа Марка (1448—1481)[1].
- Филипп (1446—1452)

30 августа 1471 года вторично женился на Паулине де Броссе (1450—1479), дочери Жана II де Броссе (1432—1482), графа де Пентьевр (1479—1482), и Николь де Шатийон (1424—1479), графине де Пентьевр (1454—1479). Дети:
- Шарлотта (1476—1500), графиня Ретельская (1491—1500), жена Жана д’Альбре (1463—1524), сеньора д’Орваль[1].

11 марта 1480 года в третий раз женился на Франсуазе д’Альбре (1454—1521), дочери Арно Аманье д’Альбре, сеньора д’Орваль, и Изабеллы де Ла Тур д’Овернь, от брака с которой детей не имел.